# ヘルマン・ウーデ
ヘルマン・ウーデ（ドイツ語：Hermann Uhde、1914年7月20日 - 1965年10月10日）は、ドイツのバス・バリトン歌手。

## 生涯
ブレーメンに生まれる。母親はアメリカ人で、高名なバリトン歌手であるカール・シャイデマンテル門下の歌手であった。ウーデは地元のオペラ学校に通い、フィリップ・クラウスに歌唱法を学んだ。シャイデマンテルの教えも受けている。
1936年にブレーメン市立劇場でリヒャルト・ワーグナー『パルジファル』のティトゥレル役を演じてデビューした。その後、バス歌手として1938年からフライブルク・イム・ブライスガウの歌劇場に出演するようになり、第二次世界大戦中の1940年にミュンヘンのバイエルン国立歌劇場に移籍。1942年からはハーグのドイツオペラで活動した。ここでウーデはバリトンの役も歌うようになった。
第二次世界大戦終結後、1945年4月から1946年2月まで捕虜となっていたが、1947年まで舞台に復帰することはなかった。1947年からハノーバー州立劇場に出演し、その翌年の1948年から1950年まではハンブルク国立歌劇場で歌った。1950年から1951年まではウィーン国立歌劇場に出演し、1951年から1956年まで古巣のバイエルン国立歌劇場で活躍した。1956年から1957年まではシュトゥットガルト国立歌劇場に出演した。1957年にはウィーン国立歌劇場に所属し、1961年には新しくオープンしたベルリン・ドイツ・オペラのメンバーになった。 
1949年からザルツブルク音楽祭に出演し、1949年にはカール・オルフのオペラ『アンティゴーネ』初演でクレオン役、1950年にはブリテン『ルクレティアの凌辱』のバリトン、1961年にはルドルフ・ヴァーグナー＝レゲニーの『ファルンのベルクヴェルク』世界初演のエリス・フレボムなどを歌った。 
1951年にヴィーラント・ワーグナーの「ニュー・バイロイト」に参加し、1951年から1957年および1960年までバイロイト音楽祭に参加した。バイロイトでは1951年から1953年までは『パルジファル』クリングゾル、1953年から1954年は『ローエングリン』テルラムント、1951年から1957年は『神々の黄昏』グンター、1952年には『トリスタンとイゾルデ』メーロト、1953年『ラインの黄金』ドンナー、1952年と1960年は『ニーベルングの指環』ヴォータン/さすらい人、1955/1956年は『さまよえるオランダ人』オランダ人として出演している。ヴォルフガング・ヴィントガッセン、マルタ・メードル、アストリッド・ヴァルナイ・ハンス・ホッター、ビルギット・ニルソンなどと並ぶ戦後世代の偉大なワグネリアン歌手の一人となった。 
1953年からは1960年までロンドンのコヴェントガーデン王立歌劇場にもたびたび客演した。1955年から1960年と1964年にニューヨークのメトロポリタン歌劇場にも出演していた。メトのデビューは『ローエングリン』テルラムント。1958年の『ヴォツェック』メト初演タイトルロールでは英語で歌っている。ほかにもオルフの『アンティゴーネ』クレオン、ヴェルディ『ドン・カルロ』の大審問官、『パルジファル』のクリングゾルとアムフォルタス（急遽ジョージ・ロンドンの代役としてアムフォルタスを歌ったこともある）など、6シーズンで計12役を60回の公演で歌った。1959年にはパリのグランド・オペラでの『ジークフリート』さすらい人、ローマオペラ、その他世界中の多くの主要劇場でゲスト出演が続いた。
コンサート歌手としても活躍しており、声楽曲のソリストとしてのレコーディングも存在する。
1965年10月10日、客演先のコペンハーゲンでデンマークの作曲家ニエル・ヴィゴ・ベンツォン の『ファウスト三世』の難しいタイトルロールの上演中、ロイヤル・コペンハーゲン・オペラの舞台上で心臓発作を起こして急逝した。わずか51歳であった。
彼はペレツホーフェン（ディートラムスツェル）の墓地に埋葬されている。

## 評価
彼は暗くて「金属的で鋭い」声と鋭い口調・明確な発音で、特にバイロイト音楽祭では悪役（テルラムント、クリングゾル）や道徳的に曖昧な役（ヴォータン、オランダ人、グンター）として輝かしい功績を残した。特にオランダ人の「幻の船」の非常に叙情的でロマンティックな歌唱は特徴的である。また、ワーグナーだけでなく、ベートーヴェン、グノー、リヒャルト・シュトラウス、ヴェルディの表現者としても成功している。特にベルクの『ヴォツェック』タイトルロールは非常に高く評価されている。 
また彼は歴史的な録音に参加している。1951年のバイロイト音楽祭再開のためのパルジファルは、ハンス・クナッパーツブッシュ、ヴォルフガング・ヴィントガッセン、ルートヴィヒ・ヴェーバー、マルタ・メードル、ジョージ・ロンドンとの共演であり、さらには1953年のクレメンス・クラウスとの共演（ヴィントガッセンの代わりにラモン・ヴィナイが出演）などがある。 

## ディスコグラフィー（一部）
- 1951: Parsifal – Klingsor, Hans Knappertsbusch
- 1951: Das Rheingold – Wotan, Joseph Keilberth
- 1951: Götterdämmerung – Gunther, Hans Knappertsbusch
- 1953: Götterdämmerung – Gunther, Clemens Krauss
- 1953: Lohengrin – Telramund, Joseph Keilberth
- 1955: Götterdämmerung – Gunther, Joseph Keilberth
- 1955: Der fliegende Holländer – Holländer, Hans Knappertsbusch
- 1957: Götterdämmerung – Gunther, Hans Knappertsbusch
- 1960: Das Rheingold – Wotan, Rudolf Kempe
- 1960: Siegfried – Der Wanderer, Rudolf Kempe
- CD2枚組 ベルリオーズ『レクイエム』バイエルン放送交響楽団 シャルル・ミュンシュ

### 音声サンプル
- The Flying Dutchman, YouTube
- Lohengrin (with Astrid Varnay), YouTube
- Richard Strauss: Die ägyptische Helena – 1. Akt (MP3; 32,0 MB)
- Richard Strauss: Die ägyptische Helena – 2. Akt (MP3; 33,6 MB)